# Anthony Barr
Anthony Barr (* 18. März 1992 in South Bend, Indiana) ist ein ehemaliger US-amerikanischer American-Football-Spieler. Er spielte von 2014 bis 2021 bei den Minnesota Vikings in der National Football League (NFL) als Outside Linebacker und war 2023 erneut für sie aktiv. In der Saison 2022 stand Barr bei den Dallas Cowboys unter Vertrag.

## High School
Barr besuchte die Loyola High School in Los Angeles. Er beeindruckte vor allem als Runningback für das Footballteam, als er bereits in seiner ersten Season 1890 Yards erlief, sowie in der Leichtathletik, in der er einer der Top-Athleten Kalifornien sowohl im Sprint als auch im Stabhochsprung war. Er galt als einer der besten Nachwuchsspieler Amerikas. Barr erhielt zahlreiche Angebote von verschiedenen Colleges und entschied sich letztendlich für die University of California, Los Angeles.

## College
Barr spielte ab 2010 seine ersten beiden Jahre am College als Runningback, Tight End und Wide Receiver. Erst 2012 entschied er sich, als Linebacker zu spielen und erlebte 2012 eine grandiose Saison mit 13,5 Sacks und 21 Tackles mit Raumverlust. Einzig Jarvis Jones erreichte in dieser Saison mehr Sacks. Obwohl er bereits als Junior als Erstrunden-Pick für den NFL Draft galt, entschied er sich, ein weiteres Jahr auf der UCLA zu spielen und erzielte ähnlich gute Leistungen.

## NFL
Beim NFL Draft 2014 wurde er in der ersten Runde als insgesamt neunter Spieler von den Minnesota Vikings ausgewählt und ist somit der an höchster Stelle gedraftete Linebacker in der Geschichte der UCLA. Barr erhielt einen Vierjahresvertrag über mehr als 12,5 Millionen US-Dollar.
2014 spielte und startete er in den ersten 12 Spielen der Saison von Beginn an und konnte 70 Tackles und vier Sacks erzielen, verpasste aber die letzten vier Spiele verletzungsbedingt.
Insgesamt konnte Barr in seiner zweiten Saison konstant gute Leistungen bringen. Am ersten Spieltag konnte er gegen die San Francisco 49ers zwölf Tackles erzielen, darunter ein Stopp des Runningbacks Carlos Hyde vier Yards hinter der Line of Scrimmage. Am vierten Spieltag gelang ihm gegen die Denver Broncos seine erste Interception. Obwohl er sich in Woche sieben die linke Hand brach, war er am zwölften Spieltag gegen die Atlanta Falcons der erste Spieler der Vikings seit 1993, der in einem Spiel einen Sack, acht Tackles und zwei Erzwungene Fumbles erreichte. Besonders wichtig waren die beiden Fumbles, als er bei Ersterem einen 46-Yards-Lauf verhindern konnte, indem er dem Rookie Tevin Coleman den Ball von hinten aus dem Arm schlagen konnte und bei Letzterem im letzten Viertel Quarterback Matt Ryan den Ball aus der Hand schlug und so das Spiel beendete.
Letztendlich konnte er in seiner zweiten Saison 68 Tackles, vier Tackles für Raumverlust, eine Interception, sieben abgewehrte Pässe und drei erzwungene Fumbles erzielen und so eine wichtige Rolle in der fünftbesten Defense der NFL übernehmen. Nachdem der Linebacker der New England Patriots Jamie Collins sich im AFC Championship Game verletzt hatte, konnte sich Barr am 25. Januar 2016 auf eine Nachnominierung zum Pro Bowl 2016 freuen.
Im August 2022 nahmen die Dallas Cowboys Barr unter Vertrag.
Am 14. November 2023 kehrte Barr zu den Vikings zurück, die ihn zunächst für ihren Practice Squad unter Vertrag nahmen. Dort kam er in der Saison 2023 in vier Spielen zum Einsatz. Nachdem er in der Saison 2024 nicht gespielt hatte, gab Barr im August 2025 sein Karriereende bekannt.

## Persönliches
Sowohl Barrs Vater Tony Brooks als auch seine Onkel Reggie Brooks und Cedric Figaro spielten in der NFL. Barr wurde von seiner Mutter in Los Angeles großgezogen, wohin sie schon kurz nach seiner Geburt zogen.